# Mel·lífer de Nova Irlanda
El mel·lífer de Nova Irlanda (Myzomela pulchella) és un ocell de la família dels melifàgids (Meliphagidae).

## Hàbitat i distribució
Habita els boscos de l'illa de Nova Irlanda i altres properes.